# Pakorus I
Pakorus I (? - 38 p.n.e.) z partyjskiej dynastii Arsacydów – syn króla Orodesa II, z którym współrządził Partią.
Podczas walk Partów z Rzymianami pod Carrhae dowodził ofensywą partyjską w Syrii do r. 51 p.n.e. Działania na tyłach legionów miały doprowadzić do wycofania się Rzymian z Mezopotamii. Ponownie najechał Syrię w 40 p.n.e. i okupował ją razem z rzymskim rebeliantem Kwintusem Labienusem. Wspólnie opanowali tereny Azji Mniejszej, Syrii i Palestyny. Pakorus zaczął usuwać wrogich mu lokalnych władców (np. w Judei za Jana Hirkana II wprowadzony został Antygon) i nominować sobie podległych.
W 39 p.n.e. ruszyła rzymska kontrofensywa, która przyczyniła się do klęski i śmierci Kwintusa Labienusa w Górach Taurusu. Rok później zginął jego sojusznik Pakorus, w potyczce z rzymskim oddziałem w Syrii.